# Шишинер
Шишине́р (рос. Шишинер, марій. Шишэҥер) — присілок у складі Марі-Турецького району Марій Ел, Росія. Входить до складу Марійського сільського поселення.

## Населення
Населення — 131 особа (2010; 157 у 2002).
Національний склад (станом на 2002 рік):
- татари — 94 %